# Инусес
Инусес је једно од острва у Грчкој на самом истоку земље. Са околним острвцима чини засебну општину у оквиру округа Хиос. 

## Географија
Острво лежи у северном делу Егејског мора, око 2 km североисточно од много већег острва Хиоса, а око 8 km од западне обале Турске. Острво је мало, површине свега 17,43 км². Око главног острва ниже се још 8 острваца и хриди.

## Становништво
Острвско становништво броји 1.050 људи по последњем попису, од чега чак 999 људи живи у истоименом насељу Инусес. То су углавном Грци. Острвско становништво је углавном везано за море (риболов, поморство, наутички туризам).

## Име
Стари назив острва био је Спалмадорес. Историја овог малог острва блиска је историји већег му Хиоса у непосредном суседству.